# 조아니 페로네
조아니 모리스 페로네(프랑스어: Joanni Maurice Perronet, 1877년 10월 19일 ~ 1950년 4월 1일)는 프랑스의 펜싱 선수이다. 그는 아테네에서 열린 1896년 하계 올림픽에 출전해서 은메달을 땄다.
페로네는 프로 선수로 유일하게 참가할 수 있는 마스터 플뢰레 종목에 나갔다. 또 다른 프로 선수로 그의 유일한 상대였던 그리스의 레오니다스 피르고스와 맞붙었다. 페로네는 세 경기를 먼저 이겨야 하는 경기에서 1-3으로 졌다.